# Lagaroceras infuscatum
Lagaroceras infuscatum är en tvåvingeart som beskrevs av Lamb 1917. Lagaroceras infuscatum ingår i släktet Lagaroceras och familjen fritflugor. Inga underarter finns listade i Catalogue of Life.